# Giro del Veneto
Il Giro del Veneto è una corsa in linea maschile di ciclismo su strada che si svolge nella regione Veneto, in Italia. Organizzato per la prima volta nel 1909, nel biennio 2021-22 ha fatto parte del calendario dell'UCI Europe Tour come evento di classe 1.1. mentre dal 2023 fa parte del circuito UCI ProSeries.

## Storia
È stata una delle classiche corse in linea italiane, e si svolse per la prima volta nel 1909 con la vittoria di Luigi Pogliani. La seconda edizione si disputò solo nel 1912 quando si impose Giovanni Roncon, mentre la terza fu nel 1922 con la vittoria di Alfredo Sivocci, prima dell'era Girardengo che si impose per i successivi quattro anni.
Dal 1922 la corsa ebbe cadenza annuale e continuò, salvo sporadiche interruzioni negli anni trenta, e nel corso della Seconda guerra mondiale, sempre sotto l'organizzazione della Società Ciclisti Padovani. Nel 1970 e nel 1985 la corsa fu valida come campionato nazionale italiano e vide le vittorie di Franco Bitossi e Claudio Corti.
Nel 2005 la corsa entrò a far parte del calendario dell'UCI Europe Tour come prova di classe 1.HC, venendo poi "retrocessa" a gara 1.1 nel 2010. Nel 2011 non venne organizzata per motivi economici, mentre nel 2012, ultima edizione prima di un'interruzione durata quasi un decennio, è stata associata alla Coppa Placci e organizzata dalla Padovani in associazione con la Unione Sportiva Imolese, destinando i proventi a favore delle società giovanili colpite dal terremoto dell'Emilia. Nel 2021 la corsa è tornata ad essere organizzata, nuovamente come evento dell'UCI Europe Tour di classe 1.1.

## Percorso
La corsa negli ultimi decenni si è svolta su un percorso da Padova a Thiene, con solo l'avvio sui Colli Euganei, le cui salite avevano rappresentato per lunghi anni il banco di prova fondamentale per aggiudicarsi la corsa. Con l'edizione 2008 si è tornati al tradizionale arrivo di Prato della Valle, mentre nel 2012, a seguito della co-organizzazione con l'US Imolese, l'arrivo è stato posto a Imola. Nel 2021 la corsa è tornata ad arrivare a Padova. Dal 2022 l'arrivo si trova sul Santuario di Monte Berico, nel circuito attorno alla città di Vicenza.

## Albo d'oro
Aggiornato all'edizione 2024.
| Anno    | Vincitore            | Secondo                    | Terzo                |
| ------- | -------------------- | -------------------------- | -------------------- |
| 1909    | Luigi Pogliani       | Giovanni Micheletto        | Lauro Bordin         |
| 1910-11 | non disputato        | non disputato              | non disputato        |
| 1912    | Giovanni Roncon      | Costante Girardengo        | Emilio Petiva        |
| 1913-21 | non disputato        | non disputato              | non disputato        |
| 1922    | Alfredo Sivocci      | Luigi Molon                | Bartolomeo Aymo      |
| 1923    | Costante Girardengo  | Giovanni Brunero           | Emilio Petiva        |
| 1924    | Costante Girardengo  | Gaetano Belloni            | Federico Gay         |
| 1925    | Costante Girardengo  | Adriano Zanaga             | Giovanni Brunero     |
| 1926    | Costante Girardengo  | Alfredo Binda              | Domenico Piemontesi  |
| 1927    | Alfonso Piccin       | Michele Gordini            | Livio Cattel         |
| 1928    | Alfredo Binda        | Antonio Negrini            | Alfonso Piccin       |
| 1929    | non disputato        | non disputato              | non disputato        |
| 1930    | Aldo Canazza         | Vasco Bergamaschi          | Renato Scorticati    |
| 1931    | Aldo Canazza         | Guglielmo Segato           | Antonio Andretta     |
| 1932-33 | non disputato        | non disputato              | non disputato        |
| 1934    | Aldo Canazza         | Raffaele Di Paco           | Pietro Rimoldi       |
| 1935    | Vasco Bergamaschi    | Antonio Fraccaroli         | Domenico Oggero      |
| 1936    | Renato Scorticati    | Carlo Sbersi               | Gaspare Babini       |
| 1937    | non disputato        | non disputato              | non disputato        |
| 1938    | Secondo Magni        | Osvaldo Bailo              | Mario Vicini         |
| 1939    | Adolfo Leoni         | Walter Generati            | Adriano Vignoli      |
| 1940    | non disputato        | non disputato              | non disputato        |
| 1941    | Fausto Coppi         | Cino Cinelli               | Enrico Mollo         |
| 1942    | Pierino Favalli      | Olimpio Bizzi              | Osvaldo Bailo        |
| 1943-44 | non disputato        | non disputato              | non disputato        |
| 1945    | Luigi Casola         | Orfeo Falsiroli            | Giuseppe Magni       |
| 1946    | non disputato        | non disputato              | non disputato        |
| 1947    | Fausto Coppi         | Fiorenzo Magni             | Angelo Menon         |
| 1948    | Luciano Maggini      | Antonio Bevilacqua         | Vittorio Seghezzi    |
| 1949    | Fausto Coppi         | Giulio Bresci              | Adolfo Leoni         |
| 1950    | Luigi Casola         | Sergio Pagliazzi           | Luciano Frosini      |
| 1951    | Antonio Bevilacqua   | Luciano Maggini            | Danilo Barozzi       |
| 1952    | Adolfo Grosso        | Danilo Barozzi             | Waldemaro Bartolozzi |
| 1953    | Fiorenzo Magni       | Luciano Maggini            | Aldo Zuliani         |
| 1954    | Luciano Maggini      | Giuseppe Doni              | Armando Barducci     |
| 1955    | Adolfo Grosso        | Pierino Baffi              | Walter Serena        |
| 1956    | Giorgio Albani       | Cleto Maule                | Guido Boni           |
| 1957    | Angelo Conterno      | Bruno Monti                | Germano Barale       |
| 1958    | Adriano Zamboni      | Alfredo Sabbadin           | Giuseppe Fallarini   |
| 1959    | Rino Benedetti       | Adriano Zamboni            | Bruno Monti          |
| 1960    | Diego Ronchini       | Armando Pellegrini         | Ercole Baldini       |
| 1961    | Nino Defilippis      | Bruno Mealli               | Angelo Conterno      |
| 1962    | Angelino Soler       | Franco Cribiori            | Guido De Rosso       |
| 1963    | Italo Zilioli        | Guido De Rosso             | Franco Balmamion     |
| 1964    | Italo Zilioli        | Guido De Rosso             | Gianni Motta         |
| 1965    | Michele Dancelli     | Italo Zilioli              | Gianni Motta         |
| 1966    | Michele Dancelli     | Flaviano Vicentini         | Adriano Passuello    |
| 1967    | Luciano Galbo        | Marino Basso               | Flaviano Vicentini   |
| 1968    | Alberto Della Torre  | Bruno Mealli               | Silvano Schiavon     |
| 1969    | Giacomino Denti      | Michele Dancelli           | Giancarlo Polidori   |
| 1970    | Franco Bitossi       | Felice Gimondi             | Marino Basso         |
| 1971    | Giancarlo Polidori   | Italo Zilioli              | Donato Giuliani      |
| 1972    | Enrico Paolini       | Donato Giuliani            | Giovanni Varini      |
| 1973    | Franco Bitossi       | Enrico Paolini             | Wladimiro Panizza    |
| 1974    | Roger De Vlaeminck   | Costantino Conti           | Giovanni Battaglin   |
| 1975    | Roland Salm          | Giancarlo Polidori         | Wladimiro Panizza    |
| 1976    | Alfio Vandi          | Giancarlo Polidori         | Sigfrido Fontanelli  |
| 1977    | Giuseppe Saronni     | Roger De Vlaeminck         | Bernt Johansson      |
| 1978    | Valerio Lualdi       | Pierino Gavazzi            | Bernt Johansson      |
| 1979    | Francesco Moser      | Giovanni Battaglin         | Silvano Contini      |
| 1980    | Carmelo Barone       | Pierino Gavazzi            | Silvano Contini      |
| 1981    | Giovanni Mantovani   | Pierino Gavazzi            | Silvano Contini      |
| 1982    | Pierino Gavazzi      | Ennio Vanotti              | Giuseppe Petito      |
| 1983    | Jesper Worre         | Dag Erik Pedersen          | Davide Cassani       |
| 1984    | Moreno Argentin      | Ezio Moroni                | Claudio Corti        |
| 1985    | Claudio Corti        | Stefano Colagè             | Stefano Giuliani     |
| 1986    | Maurizio Rossi       | Alberto Volpi              | Ezio Moroni          |
| 1987    | Gerhard Zadrobilek   | Marino Amadori             | Maurizio Vandelli    |
| 1988    | Moreno Argentin      | Bruno Cenghialta           | Gianni Bugno         |
| 1989    | Roberto Pagnin       | Maurizio Fondriest         | Andrei Tchmil        |
| 1990    | Massimo Ghirotto     | Pascal Richard             | Franco Ballerini     |
| 1991    | Roberto Pagnin       | Fabrizio Bontempi          | Silvio Martinello    |
| 1992    | Massimo Ghirotto     | Alberto Elli               | Davide Cassani       |
| 1993    | Maximilian Sciandri  | Giorgio Furlan             | Claudio Chiappucci   |
| 1994    | Gianluca Bortolami   | Michele Bartoli            | Maximilian Sciandri  |
| 1995    | Flavio Vanzella      | Gianni Faresin             | Massimo Donati       |
| 1996    | Michele Bartoli      | Andrea Tafi                | Mauro Gianetti       |
| 1997    | non disputato        | non disputato              | non disputato        |
| 1998    | Davide Rebellin      | Gianni Faresin             | Filippo Simeoni      |
| 1999    | Davide Rebellin      | Francesco Casagrande       | Andrea Ferrigato     |
| 2000    | Davide Rebellin      | Francesco Casagrande       | Gianluca Tonetti     |
| 2001    | Giuliano Figueras    | Danilo Di Luca             | Davide Rebellin      |
| 2002    | Danilo Di Luca       | Laurent Dufaux             | Davide Rebellin      |
| 2003    | Cristian Moreni      | Danilo Di Luca             | Michele Bartoli      |
| 2004    | Gilberto Simoni      | Matteo Tosatto             | Massimo Giunti       |
| 2005    | Eddy Mazzoleni       | Salvatore Commesso         | Serhij Hončar        |
| 2006    | Rinaldo Nocentini    | Raffaele Ferrara           | Sergio Marinangeli   |
| 2007    | Alessandro Bertolini | Florian Stalder            | Daniele Nardello     |
| 2008    | Francesco Ginanni    | Serhij Hončar              | Andrea Masciarelli   |
| 2009    | Filippo Pozzato      | Carlo Scognamiglio         | Luca Paolini         |
| 2010    | Daniel Oss           | Peter Sagan                | Sacha Modolo         |
| 2011    | non disputato        | non disputato              | non disputato        |
| 2012    | Oscar Gatto          | Juan Pablo Valencia        | Emanuele Sella       |
| 2013-20 | non disputato        | non disputato              | non disputato        |
| 2021    | Xandro Meurisse      | Matteo Trentin             | Alberto Dainese      |
| 2022    | Matteo Trentin       | Rémy Rochas                | Mattéo Vercher       |
| 2023    | Dorian Godon         | Tobias Halland Johannessen | Florian Vermeersch   |
| 2024    | Corbin Strong        | Xandro Meurisse            | Romain Grégoire      |

## Statistiche

### Vittorie per nazione
Aggiornato al 2024.
| Pos. | Nazione       | Vittorie |
| ---- | ------------- | -------- |
| 1    | Italia        | 79       |
| 2    | Belgio        | 2        |
| 3    | Spagna        | 1        |
| 3    | Svizzera      | 1        |
| 3    | Danimarca     | 1        |
| 3    | Austria       | 1        |
| 3    | Francia       | 1        |
| 3    | Nuova Zelanda | 1        |

### Plurivincitori
Un solo corridore ha ottenuto quattro successi:
- Costante Girardengo nel 1923, 1924, 1925, 1926.

Tre corridori hanno ottenuto tre successi:
- Aldo Canazza nel 1930, 1931, 1934;
- Fausto Coppi nel 1941, 1947, 1949;
- Davide Rebellin nel 1998, 1999, 2000.